# Autarchismo
L'autarchismo è una filosofia politica che promuove i principi dell'individualismo, l'ideologia morale della libertà individuale e dell'autosufficienza. Rifiuta il governo obbligatorio e sostiene la sua eliminazione, a favore dell'autogoverno di se stessi con l'esclusione del dominio da parte di altri.

## Storia
Robert Lefevre (1911-1986), un "auto-proclamato autarchista" riconosciuto come tale da Murray Rothbard, distinse l'autarchismo dall'anarchia, la cui economia credeva comportasse interventi contrari alla libertà ed in contrasto con il suo stesso laissez-faire economico e con i principi della scuola austriaca. L'anarchia sembrava a LeFevre contraddittoria, in quanto propugnerebbe "un individualismo scintillante e brillante" ma, al contempo, sosterrebbe "una sorta di procedura per interferire con i processi del libero mercato".LeFevre pose la premessa fondamentale dell'autarchismo all'interno dello stoicismo di filosofi come Zenone di Cizio, Epicuro e Marco Aurelio, che ha sintetizzato nel credo "Controlla te stesso".
Unendo queste influenze, LeFevre arrivò alla filosofia autarchista: "Gli stoici forniscono il quadro morale; gli epicurei, la motivazione; i prasseologi, la metodologia. Propongo di chiamare questo pacchetto di sistemi ideologici autarchia, perché autarchia significa autogoverno". LeFevre affermò inoltre che "il ponte tra Spooner e gli autarchici moderni è stato costruito principalmente da persone come H. L. Mencken, Albert Jay Nock e Mark Twain".
Il biografo di Ralph Waldo Emerson (1803-1882) Robert D. Richardson descrisse l'anarchia di Emerson come "'autarchia', regolarsi da sé". Philip Jenkins ha affermato che "le idee emersoniane hanno sottolineato la liberazione individuale, l'autarchia, l'autosufficienza e l'autogoverno e si sono opposte strenuamente alla conformità sociale".